# Джон Естін
Джон Аллен Естін (англ. John Allen Astin; нар. 30 березня 1930, Балтимор, Меріленд) — американський актор кіно, театру і телебачення. Найбільшу популярність здобув завдяки ролі Гомеса Аддамса в телесеріалі «Сімейка Аддамс» (1964—1966).

## Життєпис
Його батько був директором Національного бюро стандартів.
Закінчив Університет Джонса Гопкінса (1952).
Він був номінований на премію «Оскар» за найкращий ігровий короткометражний фільм за свій режисерський дебют, короткометражний комедійний фільм «Прелюдія» (1968).
Зіграв головну роль в телевізійному фільмі «Хелловін з новою сімейкою Аддамс» (1977) і мультсеріалі «Сімейка Аддамс» (1992—1993).
Естін є членом ради директорів Колумбійського центру театрального мистецтва. Він викладає акторську майстерність та режисуру в Університеті Джонса Гопкінса.
Його другою дружиною була акторка Патті Дьюк. Прийомний батько актора Шона Естіна.